# Mark 82炸彈

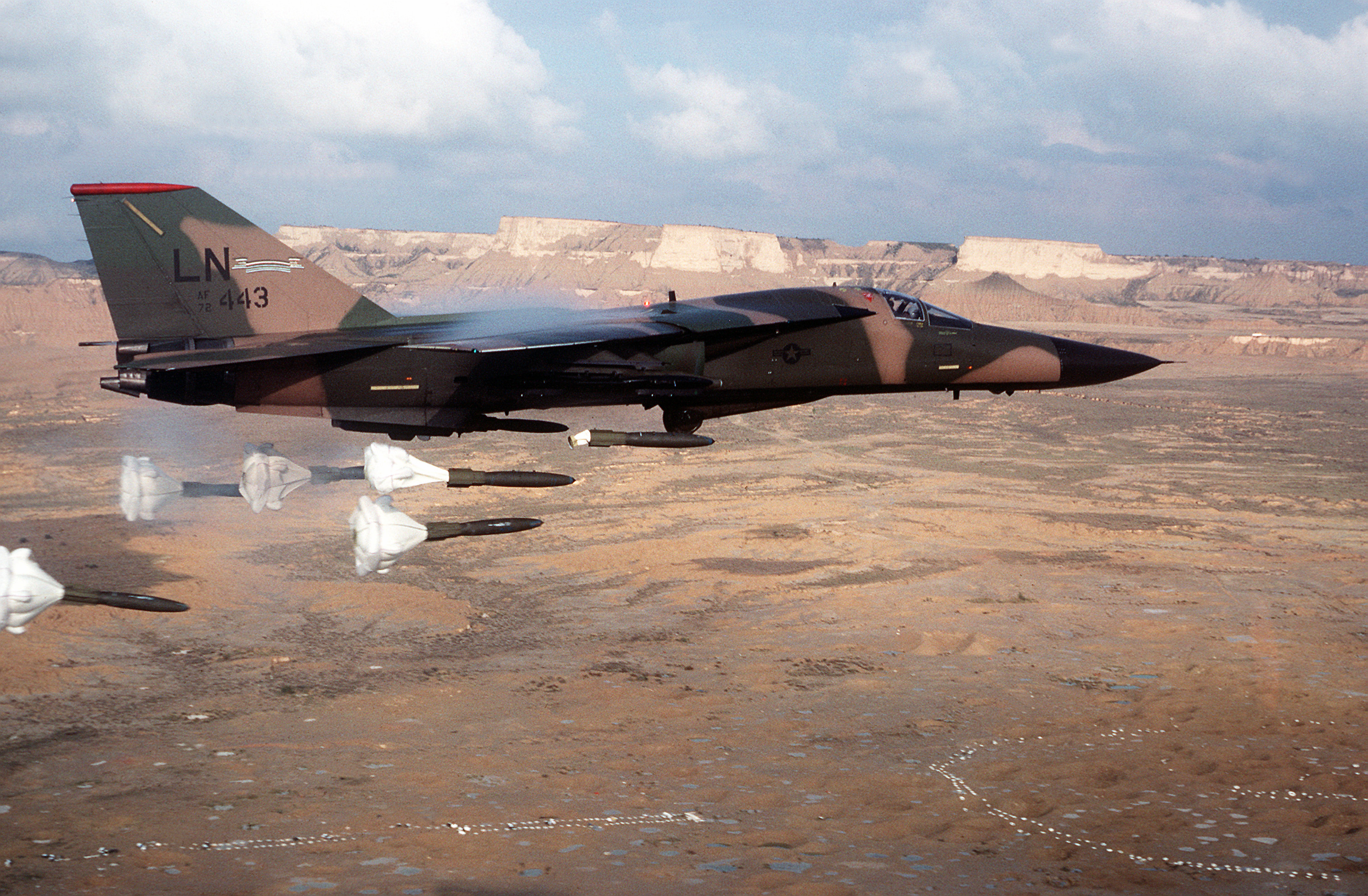
除了蛇眼鳍组件，這些Mk-82AIRs正被F-111戰鬥轟炸機投放，使用的氣球傘是一般自充氣阻力設定。

Mark 82炸彈(英文：Mark 82,Mk 82)是一種無導引、低阻力的通用炸彈，屬於美國Mk 80系列炸彈。爆炸填充物通常是三合一的，但有時也添加了其他成分。与该炸弹一起使用的锥形翼片用以调节炸弹飞行稳定性，防止炸弹在空中翻滚；与Mk 82和Mk 83 LDGP炸弹配套使用的蛇眼鳍组件则用于防止在高速低空投放炸弹的时候，飞机被弹片波及。

## 流行文化
科洛弗檔案